# Hamel (Nord)
Hamel – miejscowość i gmina we Francji, w regionie Hauts-de-France, w departamencie Nord.
Według danych na rok 1990 gminę zamieszkiwało 669 osób, a gęstość zaludnienia wynosiła 186 osób/km² (wśród 1549 gmin regionu Nord-Pas-de-Calais Hamel plasuje się na 681. miejscu pod względem liczby ludności, natomiast pod względem powierzchni na miejscu 795.).